# Conservatorio Statale di Musica Girolamo Frescobaldi di Ferrara
Das Konservatorium „Girolamo Frescobaldi“ (italienisch: Conservatorio Statale di Musica «Girolamo Frescobaldi» di Ferrara) ist eine Musikhochschule in Ferrara. Präsidentin ist Maria Luisa Vaccari.

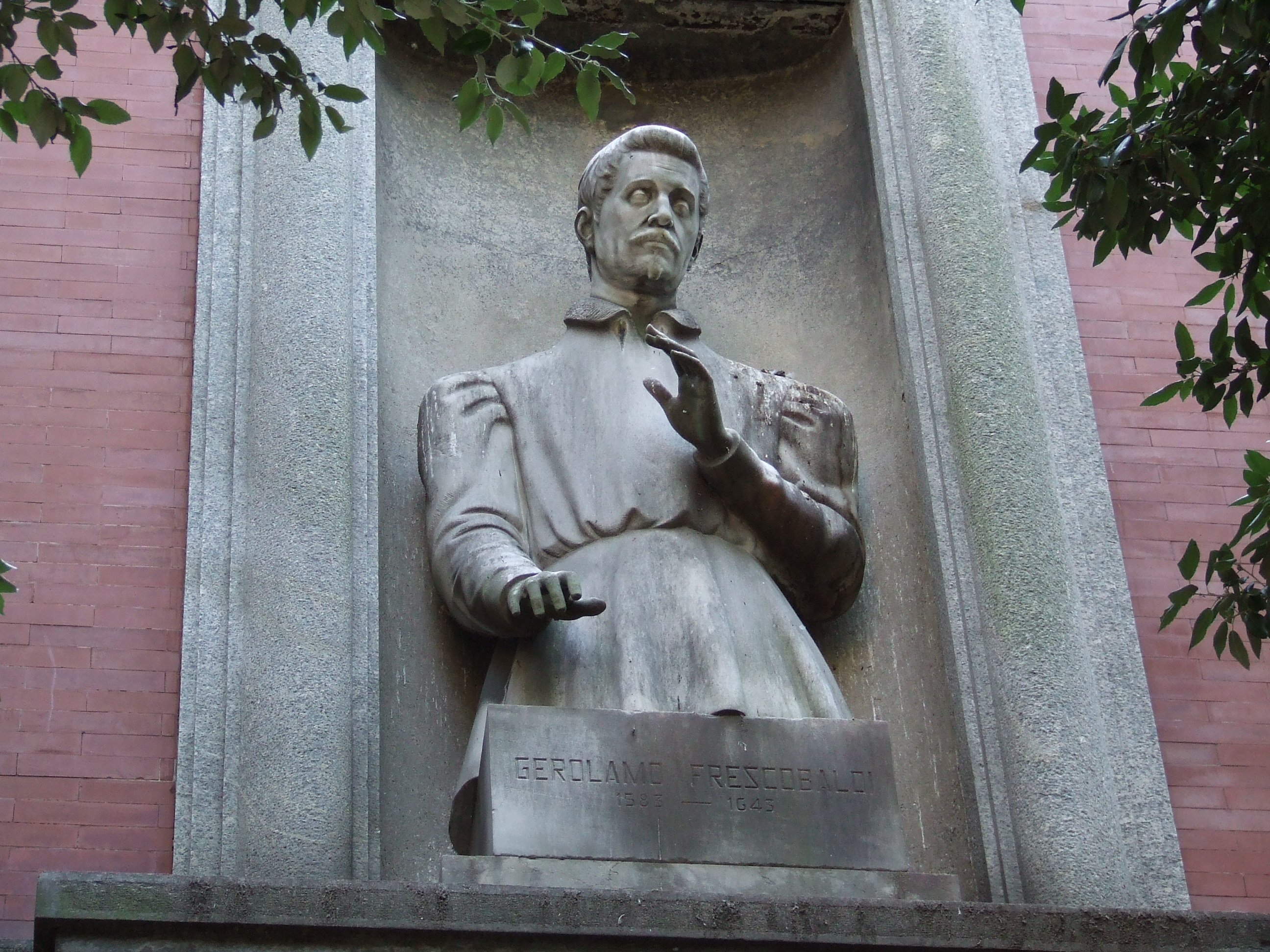
Statue Frescobaldis über dem Eingangsportal des Konservatoriums Ferrara

Das Konservatorium von Ferrara ist nach dem bekanntesten Musiker der Stadt, dem in Ferrara geborenen und aufgewachsenen Komponisten, Organisten und Cembalisten Girolamo Frescobaldi (1583–1643) benannt. Die Anfänge des Konservatoriums gehen auf eine 1870 eingerichtete kommunale Musikschule (Liceo o Istituto Musicale) zurück, die seit 1894 den Namen Istituto Musicale Frescobaldi führte. Im Jahre 1937 bezog das Konservatorium das von Carlo Savonuzzi neu errichtete Gebäude auf dem Areal des ehemaligen Sankt-Anna-Hospitals, das noch immer den Hauptsitz darstellt.